# Paula Lauenstein

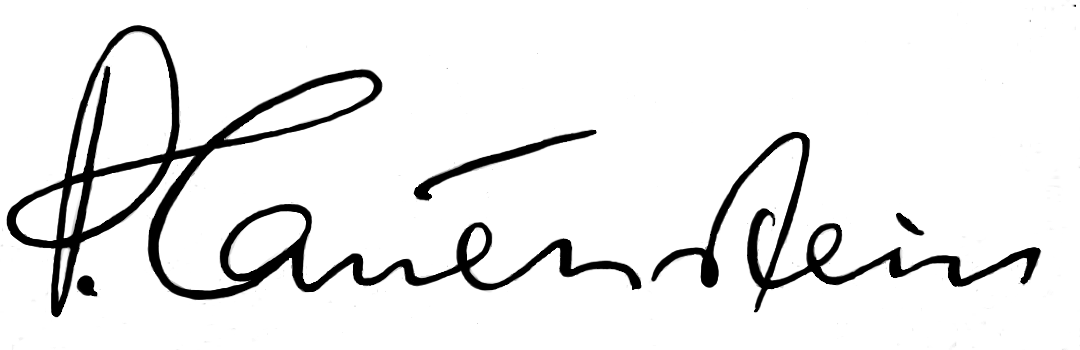
Signatur Paula Lauenstein

Paula Lauenstein (* 12. Mai 1898 in Dresden; † 18. April 1980 in Crostau) war eine deutsche Malerin und Zeichnerin der Neuen Sachlichkeit.

## Leben und Werk
Die Eltern Paula Lauensteins waren der kaufmännische Direktor Wilhelm Lauenstein und die Fröbel-Kindergärtnerin Martha Lauenstein. Einer ihrer Cousins war der Maler Maximilian Noetzold (1888–ca. 1934). Sie besuchte bis 1912 in Dresden die I. Städtische Höhere Töchterschule. Schon als Kind malte und zeichnete sie, und ab 1913 nahm sie privaten Mal- und Zeichenunterricht. Bereits als 16-Jährige schuf sie Landschaftsstudien, Bildnisse und Genreszenen von „erstaunlicher Professionalität und Freiheit.“ Ab 1914 hatte sie Unterricht bei Richard Paul Burkhard-Untermhaus (1983–1963) und hospitierte sie im Aktsaal bei Georg Lührig an der Kunstgewerbeschule Dresden. An der Kunstgewerbeschule studierte sie ab 1916, krankheitsbedingt unterbrochen von September 1918 bis Juli 1919, bei Max Feldbauer und in der „Mode“-Klasse von Margarete Junge, dann bei Paul Rößler. Ab 1920 studierte sie an der Akademie für Bildende Künste Dresden. Zum Abschluss ihres Studiums erhielt sie 1923 für ihr Gemälde Opuntia (Öl auf Leinwand, 67 × 50 cm, seit 1981 in der Nationalgalerie Berlin) den Sächsischen Staatspreis der Hochschule für bildende Künste. Danach arbeitete sie in Dresden als freischaffende Künstlerin. Sie schuf vor allem impressionistisch anmutende Landschaftsbilder und Stillleben. Sie stellte aber auch körperlich oder seelisch beeinträchtige oder von Leid gezeichnete Menschen dar und schuf eine Anzahl weiterer einfühlsamer Porträts. Otto Dix bewunderte ihr „Frühtalent“. Da sie mit ihrer künstlerischen Arbeit nur ein geringes Einkommen erzielte, machte sie zur Sicherung des Lebensunterhalts Buch- und Kartenillustrationen.
Bis 1933 lebte Paula Lauenstein bei ihren Eltern in der Dresdner Mommsenstraße 1. Von 1934 bis 1936 hielt sie sich in München und Berlin und auf dem Erbgut ihrer Eltern in Wetro auf, ehe sie 1937 vorübergehend dort lebte. 1937 war sie kurze Zeit in Salzburg. 1938 ging sie nach München, wo sie sich in der Pasinger Rubensstraße 8 ein Atelier einrichtete. Nachdem sie dort 1941 ausgebombt worden war, zog sie in das Anwesen ihrer Eltern in Wetro und malte und zeichnete nur noch gelegentlich. Die aufwendige Pflege ihrer Eltern und die schwierige Bewirtschaftung des Anwesens führten dazu, dass ihre schöpferische Kraft nachließ.
Paula Lauenstein unterhielt Künstlerfreundschaften mit Elisabeth Ahnert, Hans Jäger, Ruth Meier, Hans Theo Richter, Alice Sommer und Fritz Tröger.
Mit der Verwaltung ihres Nachlasses betraute sie die Dresdner Kunstsammlerin Ursula Baring (1907–2002).

## Rezeption
„Sie vereinte die Maltraditionen des 19. Jahrhunderts, etwa das nach ihren Worten „delikate, nach Grau gebrochene Grün“ Wilhelm Trübners, mit der Suche nach neuen Möglichkeiten. Wenig später zeichnete sie monumentale, einfühlsame Porträtköpfe, die ihr Interesse an expressionistischer Bewegtheit ebenso wie am sachlichen Hinschauen verfolgen lassen.“
Birgit Dalbajewa

## Museen und öffentliche Sammlungen mit Werken Paula Lauensteins (unvollständig)
- Albstadt: Kunstmuseum Albstadt
- Altenburg/Thür.: Lindenau-Museum
- Berlin: Neue Nationalgalerie[4]
- Berlin: Kupferstichkabinett
- Dresden: Galerie Neue Meister[5]

## Weitere Werke (Auswahl)

### Zeichnungen
- Blick von der Kunstgewerbeschule / an der Gerokstraße Dresden (1917)[6]
- Selbstbildnis (1917, Kohle, 26,7 × 23,7 cm; Kunstmuseum Albstadt)
- Tuberkulöse Frau Möller (1921, Bleistift, 59,3 × 46,0 cm; Lindenau-Museum),
- Sitzender Knabe mit Turmschädel (1924, Bleistift, 60,8 × 46,2 cm; Kupferstichkabinett Berlin)

### Druckgrafik
- Frauenporträt (1926, Radierung, 14,4 × 9,5 cm; Lindenau-Museum)

- Großstadthöfe (1928, Linolschnitt, 38,5 × 34,5 cm)[7]

## Ausstellungen (unvollständig)

### Einzelausstellungen
- 1928: Bautzen, Stadtmuseum (Zeichnungen; ihre erste Ausstellung)

#### Postum
- 1985: Karl-Marx-Stadt, Galerie am Brühl („Paula Lauenstein. Malerei Grafik. Entdeckung“)
- 1987: Dresden, Galerie Mitte (Malerei und Grafik)
- 1996/97: Albstadt, Städtische Galerie („Paula Lauenstein, Elfriede Lohse-Wächtler, Alice Sommer. Drei Dresdener Künstlerinnen in den zwanziger Jahren“)
- 1998: Dresden, Galerie Kunst der Zeit (zum 100. Geburtstag)
- 1999: Dresden, Galerie Finckenstein (Paula Lauenstein & Alice Sommer - Zwei Dresdner Künstlerinnen der zwanziger Jahre")
- 2007: Dresden, Galerie Döbele („Werke der Dresdner und der Münchner Zeit“; verkäufliche Werke aus dem Nachlass)[8]

### Ausstellungsbeteiligungen
- 1934: Dresden Sächsische Kunstausstellung

#### Postum
- 2015: Bietigheim-Bissingen, Städtische Galerie („Die neue Frau? Malerinnen und Grafikerinnen der Neuen Sachlichkeit“)